# Argyresthia albistria
Argyresthia albistria là một loài bướm đêm thuộc họ Yponomeutidae. Nó được tìm thấy ở châu Âu.
Sải cánh dài 9–12 mm. Con trưởng thành bay at night từ tháng 6 đến tháng 8 và is attracted to light.
Ấu trùng ăn blackthorn Prunus spinosa, overwintering và feeding in the spring.

## Hình ảnh

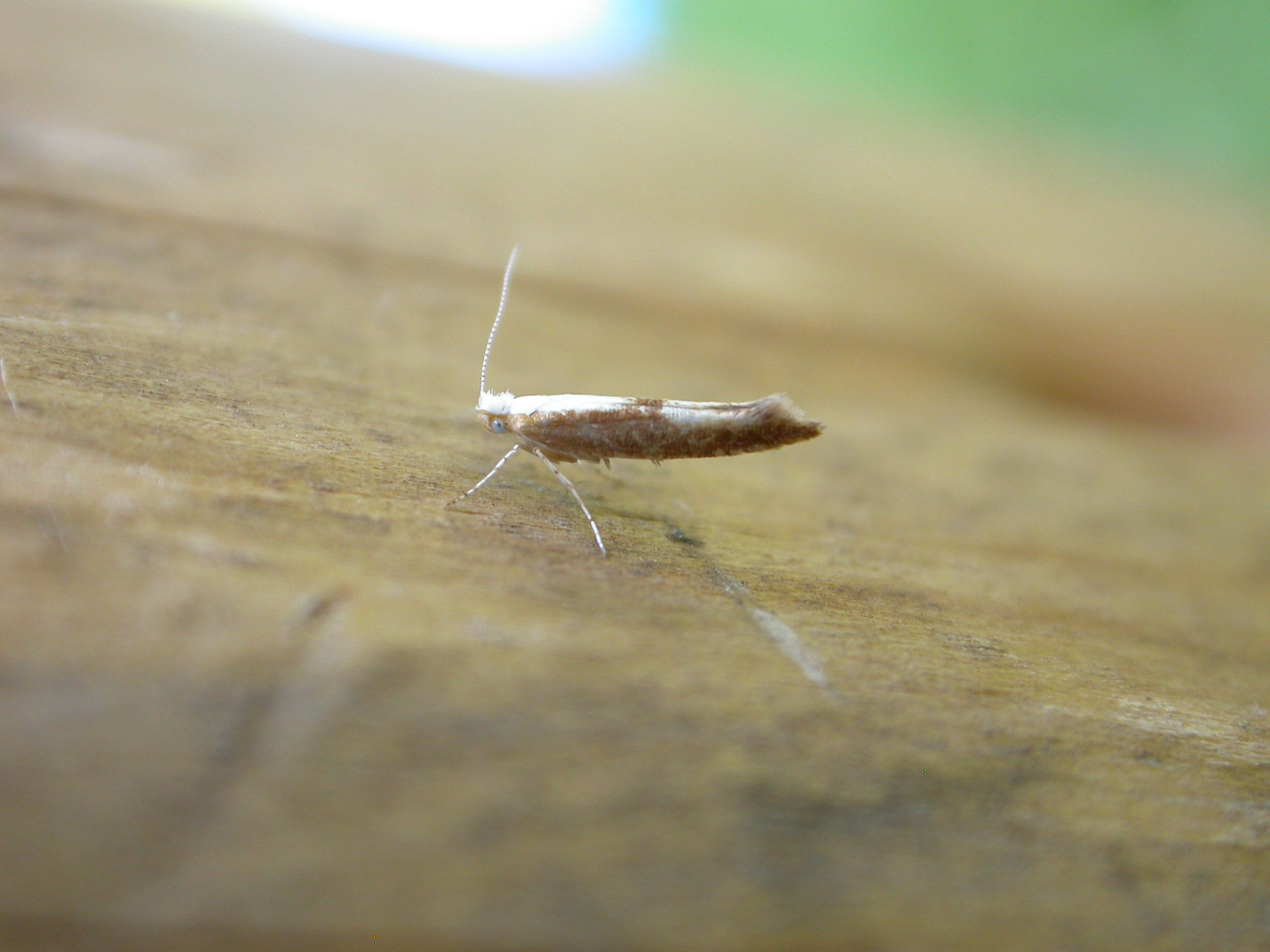
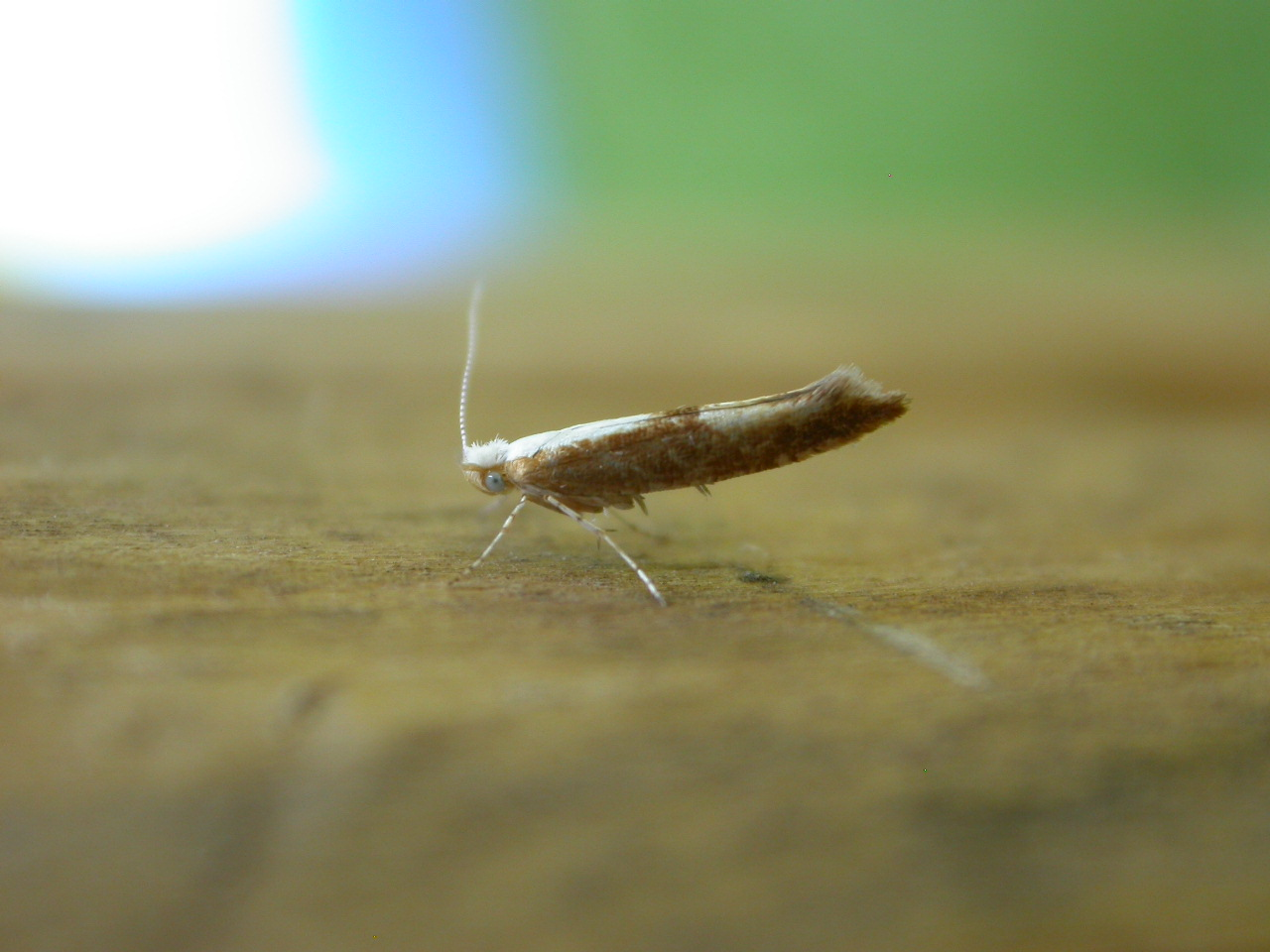
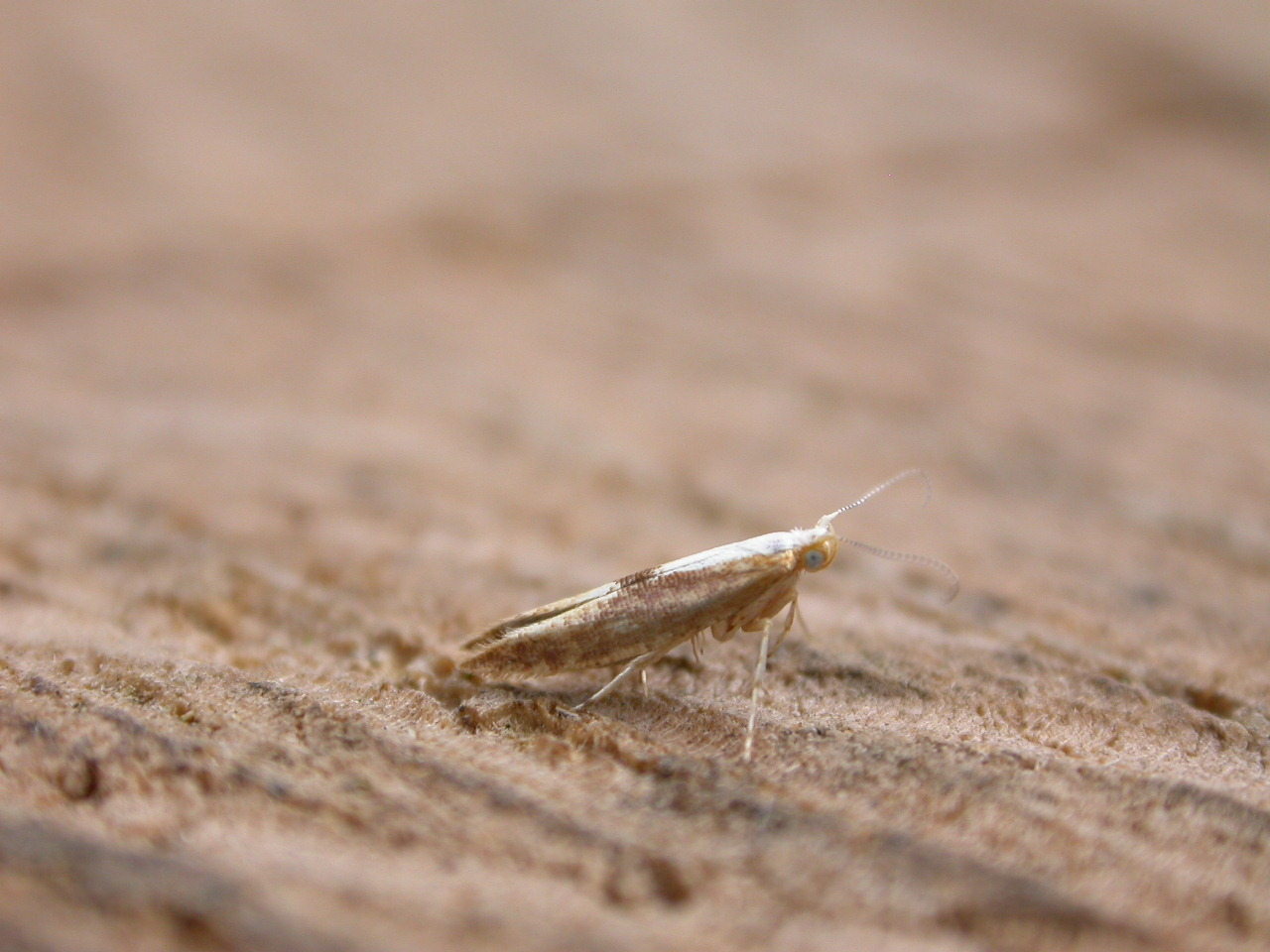
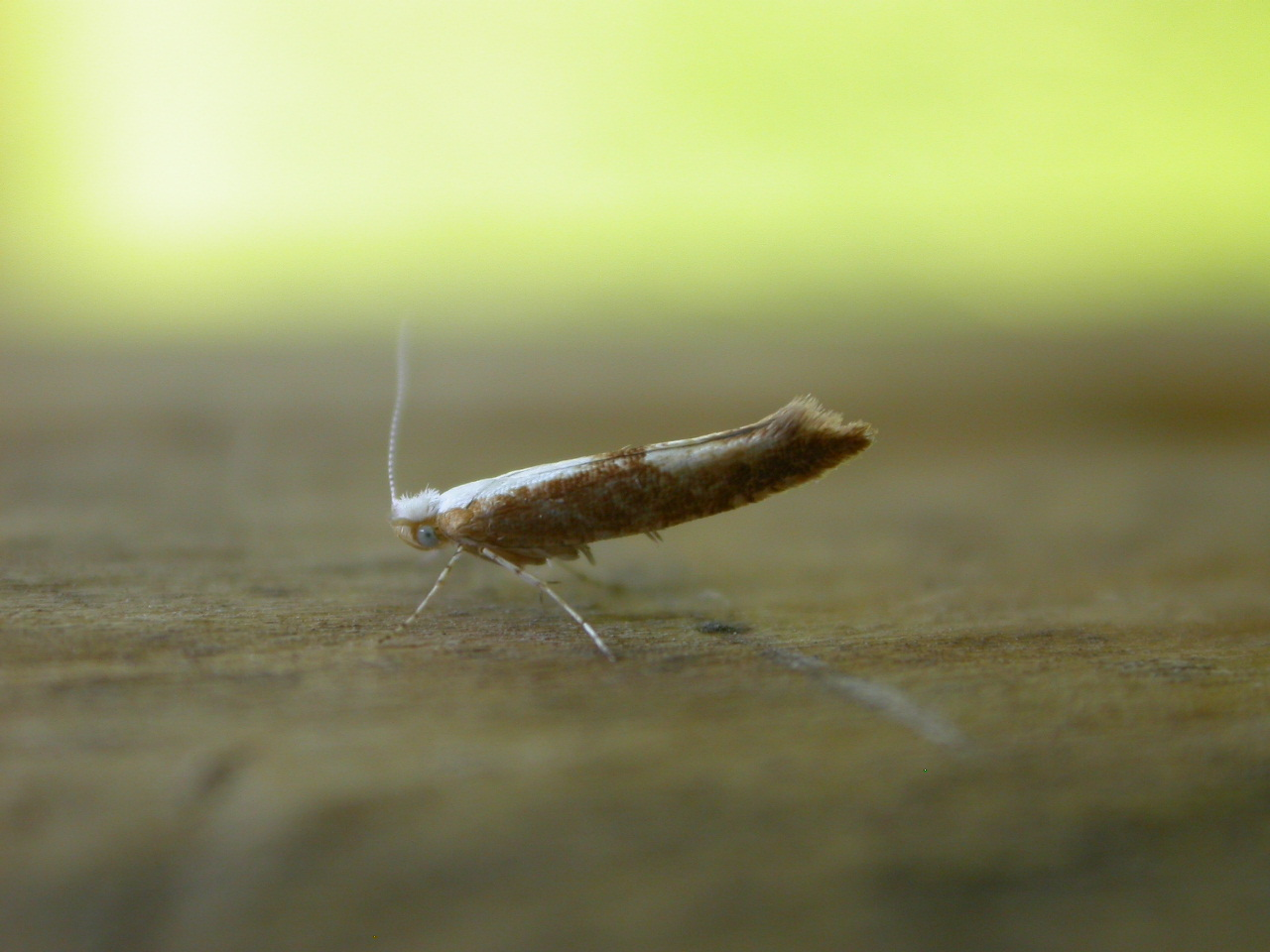